# Scoglitti

Scoglitti (en sicilien, Scugghitti) est un petit village de pêcheurs d'environ 3 500 habitants, frazione de la commune de Vittoria, sur la côte sud de la Sicile.
En plus de son industrie de la pêche, le village tire une partie substantielle de ses revenus de tourisme. Le village accueille une vente aux enchères de la pêche quotidienne, et des événements annuels comme le Festival de Saint-François, et la procession de la Vierge de Portosalvo.

## Historique
Scoglitti a trouvé sa place dans l'histoire car son site fut retenu par les alliés pour une invasion amphibie de la Sicile lors de l'Opération Husky faite par le 45e Division d'infanterie américaine dirigée par le général Troy Middleton pendant la Seconde Guerre mondiale.
Lorsque l'invasion s'est produite le 10 juillet 1943, une mer agitée désorganisa le débarquement des bateaux et le sable mou fut une entrave à la circulation. Heureusement pour les attaquants, l'emplacement était mal défendu et les Alliés réussirent à consolider leur position en un jour ou deux et se déplacer plus à l'intérieur.

## Économie
Sur le plan économique, Scoglitti apprécie pêche, agriculture dans les serres, et surtout tourisme.
Ces dernières années, il a été équipé pour favoriser les touristes avec un riche programme culturel et sportif d'été: Beach Volley tournoi national, cinéma et théâtre en plein air, musique et concerts. Scoglitti possède également un port de pêche, un port touristique et un refuge pour les bateaux de pêche. Une caractéristique de la petite ville est la criée au marché aux poissons tous les jours.

## Port
Le port de Scoglitti a été construit en 1879, à l'initiative de Rosario Cancellieri, lorsque le besoin d'un vrai port s'est fait sentir. Avant cette date, le port jouait un rôle essentiel au XVIIIe siècle, avec l'exportation vers Malte du célèbre vin Cerasuolo di Vittoria, grâce à la culture des vignes dans les environs.